# IMAM Ro.57
IMAM Ro.57 byl italský jednomístný dvoumotorový přepadový stíhací letoun z období druhé světové války.

## Vývoj
Ro.57 byl vyvíjen od roku 1939 ing. Giovanni Galassem ve společnosti Societa Anonima Industrie Meccaniche e Aeronautiche Meridionali (IMAM) v Neapoli. Letoun měl být rychlý a s dobrou stoupavostí, určený pro ochranu vybraných cílů na italské pevnině proti případným náletům bombardérů.
Prototyp, zalétaný v roce 1941, byl řešen jako samonosný dolnoplošník smíšené konstrukce. Křídlo bylo celodřevěné, trup letadla měl základní příhradovou kostru svařenou z ocelových trubek, potah tvořil dural. Pohon zajišťovala dvojice hvězdicových čtrnáctiválců Fiat A.74 RC.38 po 618 kW pod širokými kryty NACA s regulačními klapkami na zadním obvodu. Vrtule byly stavitelné, třílisté. Podvozek prototypu byl plně zatahovací, sériové stroje létaly s pevným kapotovaným ostruhovým kolem. Hlavňovou výzbroj tvořily dva pevné kulomety Breda-SAFAT ráže 12,7 mm v přídi trupu.
Letové testy prokázaly značnou podmotorovanost stroje, která měla za následek nízkou maximální rychlost i stoupavost. Sériová výroba proto byla oproti původním záměrům značně omezena.
Větší část strojů Ro.57 byla upravena na verzi Ro.57bis, která byla určena pro střemhlavé a bitevní akce. Kulometnou výzbroj doplnily dva kanóny MG 151 ráže 20 mm, pod trup přibyl závěs pro pumu do 500 kg a pod každou polovinu křídla byly instalovány sklopné mřížové brzdící klapky pro snížení střemhlavé rychlosti.

## Nasazení

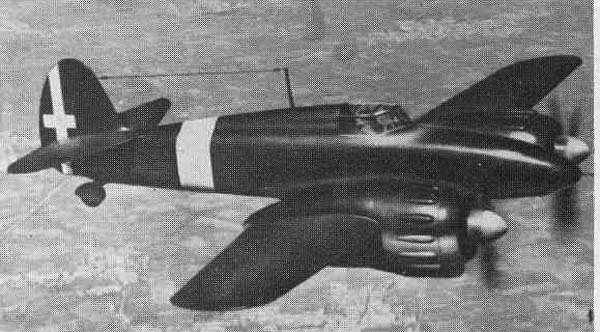
IMAM Ro.57bis

První Ro.57 byly dodány v roce 1942 k přepadovým stíhacím jednotkám v Itálii, postupně však byly upraveny na stíhací bombardéry. Pod trupem pak nesly jednu pumu o hmotnosti 500 kg.
Ro.57 i Ro.57bis byly nasazeny při obraně Sicílie, v menším počtu byly dislokovány také v Africe.
Krátce před kapitulací Itálie v roce 1943, bylo u 97. přepadové skupiny v Crotone ještě 15 kusů Ro.57.

## Specifikace (Ro.57)

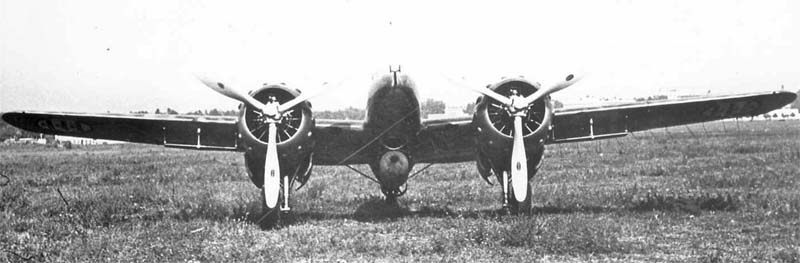
IMAM Ro.57bis Regia Aeronautica se zavěšenou pumou pod trupem

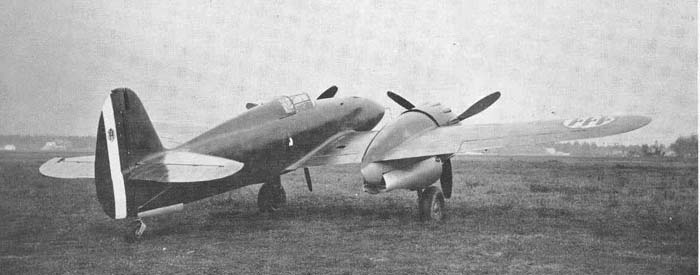
IMAM Ro.57

### Technické údaje
- Osádka: 1
- Rozpětí: 12,50 m
- Délka: 8,81 m
- Výška: 2,90 m
- Nosná plocha: 23,03 m²
- Hmotnost prázdného stroje: 3493 kg
- Vzletová hmotnost: 4994 kg
- Užitečný náklad: 3180 kg
- Pohonná jednotka: 2 × vzduchem chlazený čtrnáctiválcový hvězdicový motor Fiat A.74 R.C.38
- Výkon pohonné jednotky: 627 kW (841 hp)

### Výkony
- Maximální rychlost v 5000 m: 498 km/h
- Cestovní rychlost: 387 km/h
- Výstup na 6000 m: 9,5 min
- Dostup: 7800 m
- Dolet: 1192 km

### Výzbroj
- 2 × 12,7mm kulomet Breda-SAFAT